# Fußballclub Hansa Rostock 1998-1999
Questa voce raccoglie le informazioni riguardanti il Fußballclub Hansa Rostock nelle competizioni ufficiali della stagione 1998-1999.

## Stagione
Nella stagione 1998-1999 l'Hansa Rostock, allenato da Ewald Lienen e Andreas Zachhuber, concluse il campionato di Bundesliga al 14º posto. In Coppa di Germania l'Hansa Rostock fu eliminato al secondo turno dal Werder Brema. In Coppa Intertoto l'Hansa Rostock fu eliminato al terzo turno dal Debrecen.

## Rosa
| N. |                               | Ruolo | Calciatore           |
| -- | ----------------------------- | ----- | -------------------- |
| 1  | Germania (bandiera)           | P     | Martin Pieckenhagen  |
| 2  | Germania (bandiera)           | C     | Timo Lange           |
| 3  | Egitto (bandiera)             | C     | Mohammed Emara       |
| 4  | Germania (bandiera)           | C     | Jens Dowe            |
| 5  | Germania (bandiera)           | D     | Uwe Ehlers           |
| 6  | Germania (bandiera)           | C     | Olaf Holetschek      |
| 7  | Francia (bandiera)            | A     | Abder Ramdane        |
| 8  | Germania (bandiera)           | C     | Hilmar Weilandt      |
| 9  | Germania (bandiera)           | C     | Matthias Breitkreutz |
| 11 | Germania (bandiera)           | A     | Henri Fuchs          |
| 12 | Egitto (bandiera)             | C     | Yasser Radwan        |
| 15 | Germania (bandiera)           | C     | Ralf Ewen            |
| 16 | Germania (bandiera)           | D     | Thomas Gansauge      |
| 17 | Macedonia del Nord (bandiera) | D     | Nikolče Noveski      |

| N. |                     | Ruolo | Calciatore       |
| -- | ------------------- | ----- | ---------------- |
| 18 | Polonia (bandiera)  | C     | Sławomir Majak   |
| 19 | Serbia (bandiera)   | C     | Zoran Milinković |
| 20 | Croazia (bandiera)  | C     | Miroslav Bičanić |
| 21 | Germania (bandiera) | P     | Daniel Klewer    |
| 22 | Nigeria (bandiera)  | A     | Victor Agali     |
| 25 | Germania (bandiera) | D     | Marco Zallmann   |
| 26 | Germania (bandiera) | P     | Perry Bräutigam  |
| 27 | Germania (bandiera) | A     | Oliver Neuville  |
| 28 | Germania (bandiera) | C     | Björn Laars      |
| 33 | Germania (bandiera) | D     | Marko Rehmer     |
| 38 | Svezia (bandiera)   | C     | Peter Wibrån     |
|    | Germania (bandiera) | C     | Sebastian Hahn   |
|    | Germania (bandiera) | C     | Tobias Preuß     |
|    | Germania (bandiera) | A     | Lars Kampf       |

## Organigramma societario
Area tecnica
- Allenatore: Andreas Zachhuber
- Allenatore in seconda: Juri Schlünz
- Preparatore dei portieri:
- Preparatori atletici:

## Calciomercato

### Sessione estiva
| Acquisti | Acquisti             | Acquisti          | Acquisti |
| R.       | Nome                 | da                | Modalità |
| -------- | -------------------- | ----------------- | -------- |
| C        | Peter Wibrån         | Helsingborg       |          |
| A        | Victor Agali         | Tolone            |          |
| C        | Miroslav Bičanić     | Hapoel Haifa      |          |
| C        | Matthias Breitkreutz | Arminia Bielefeld |          |
| A        | Henri Fuchs          | Lokomotive Lipsia |          |
| C        | Olaf Holetschek      | Carl Zeiss Jena   |          |
| A        | Aleksandar Jović     | Čukarički         |          |
| C        | Zoran Milinković     | Nizza             |          |
| D        | Nikolče Noveski      | Pelister          |          |
| A        | Abder Ramdane        | Nîmes             |          |

| Cessioni | Cessioni         | Cessioni          | Cessioni |
| R.       | Nome             | a                 | Modalità |
| -------- | ---------------- | ----------------- | -------- |
| A        | Sergej Barbarez  | Borussia Dortmund |          |
| A        | Steffen Baumgart | Wolfsburg         |          |
| C        | Peter Bosz       | NAC Breda         |          |
| C        | Martin Groth     | Amburgo           |          |
| C        | Toni Mičevski    | TeBe Berlino      |          |
| C        | Borislav Tomoski | Erzgebirge Aue    |          |

### Sessione invernale
| Acquisti | Acquisti | Acquisti | Acquisti |
| R.       | Nome     | da       | Modalità |
| -------- | -------- | -------- | -------- |

| Cessioni | Cessioni         | Cessioni     | Cessioni |
| R.       | Nome             | a            | Modalità |
| -------- | ---------------- | ------------ | -------- |
| A        | Aleksandar Jović | Hapoel Haifa |          |
| D        | Heiko März       | Babelsberg   |          |

## Risultati

### Bundesliga

#### Girone di andata
| Arbitro: | Albrecht |

|                            |           |           |
| Beinlich 23’, 46’ Reeb 73’ | Marcatori | 42’ Pamić |

| Arbitro: | Buchhart |

|                                     |           |                                                      |
| Pamić 24’, 58’ Kovačević 40’ (aut.) | Marcatori | 30’ (rig.) Kovačević 31’ Juskowiak 88’ Breitenreiter |

| Arbitro: | Krug |

|                                                                                |           |             |
| Effenberg 50’ (rig.) Helmer 53’ Lizarazu 56’ Zickler 72’ Jancker 73’ Élber 85’ | Marcatori | 65’ Ramdane |

| Arbitro: | Stark |

|                                            |           |  |
| Zallmann 77’ Neuville 83’ (rig.) Pamić 89’ | Marcatori |  |

| Arbitro: | Fleischer |

|  |           |                          |
|  | Marcatori | 83’ Sellimi 90’ Iashvili |

| Arbitro: | Weber |

|             |           |  |
| Panadić 83’ | Marcatori |  |

| Arbitro: | Aust |

|                              |           |            |
| Neuville 31’ Breitkreutz 88’ | Marcatori | 36’ Trares |

| Arbitro: | Wack |

|                         |           |  |
| Möller 24’ Barbarez 85’ | Marcatori |  |

| Arbitro: | Kemmling |

|                    |           |                  |
| Pamić 64’ Dowe 66’ | Marcatori | 81’ Max 85’ Wolf |

| Arbitro: | Fröhlich |

|                                             |           |                       |
| Marschall 50’ (rig.) Ballack 67’ Rösler 73’ | Marcatori | 3’ Pamić 23’ Neuville |

| Arbitro: | Jansen |

|                      |           |                            |
| Ehlers 44’ Lange 86’ | Marcatori | 26’ Pedersen 87’ Schneider |

| Arbitro: | Heynemann |

|                         |           |           |
| Winkler 34’ (rig.), 73’ | Marcatori | 51’ Fuchs |

| Arbitro: | Albrecht |

|           |           |              |
| Majak 51’ | Marcatori | 35’ Pflipsen |

| Arbitro: | Krug |

|             |           |                 |
| Lisztes 22’ | Marcatori | 61’ Breitkreutz |

| Arbitro: | Strampe |

|            |           |                     |
| Radwan 89’ | Marcatori | 51’ Veit 55’ Preetz |

| Arbitro: | Merk |

|                |           |                       |
| Ćirić 21’, 42’ | Marcatori | 44’ Ramdane 86’ Agali |

| Arbitro: | Wack |

|                             |           |  |
| Neuville 21’, 86’ Majak 78’ | Marcatori |  |

#### Girone di ritorno
| Arbitro: | Weber |

|              |           |              |
| Neuville 72’ | Marcatori | 29’ Živković |

| Arbitro: | Aust |

|           |           |            |
| Nowak 81’ | Marcatori | 36’ Rehmer |

| Arbitro: | Zerr |

|  |           |                                         |
|  | Marcatori | 69’, 87’ Élber 79’ Jancker 89’ Matthäus |

| Arbitro: | Wagner |

|                                  |           |                 |
| Beierle 31’, 34’, 44’ Bugera 67’ | Marcatori | 88’ Breitkreutz |

| Arbitro: | Dardenne |

|                                         |           |  |
| K'obiashvili 62’ Baya 81’ Weißhaupt 82’ | Marcatori |  |

| Arbitro: | Fandel |

|  |           |             |
|  | Marcatori | 5’ Gravesen |

| Arbitro: | Wack |

|  |           |                                  |
|  | Marcatori | 26’ Agali 42’ Lange 50’ Neuville |

| Arbitro: | Fleischer |

|                        |           |  |
| Neuville 60’ Agali 79’ | Marcatori |  |

| Arbitro: | Albrecht |

|          |           |  |
| Wolf 76’ | Marcatori |  |

| Arbitro: | Wagner |

|                         |           |            |
| Neuville 42’ Ehlers 59’ | Marcatori | 89’ Rösler |

| Arbitro: | Heynemann |

|                                |           |                      |
| Schneider 54’ Westerthaler 90’ | Marcatori | 42’ Wibrån 69’ Agali |

| Arbitro: | Krug |

|                                        |           |            |
| Neuville 3’, 36’, 42’ (rig.) Agali 40’ | Marcatori | 52’ Hobsch |

| Arbitro: | Steinborn |

|              |           |            |
| Feldhoff 68’ | Marcatori | 63’ Wibrån |

| Arbitro: | Strampe |

|                           |           |  |
| Rehmer 29’ Majak 80’, 89’ | Marcatori |  |

| Arbitro: | Stark |

|                            |           |  |
| Neuendorf 75’ Hartmann 83’ | Marcatori |  |

| Arbitro: | Fandel |

|                     |           |            |
| Neuville 27’ (rig.) | Marcatori | 84’ Gerber |

| Arbitro: | Merk |

|                       |           |                                  |
| Kuntz 71’ Peschel 74’ | Marcatori | 37’ Neuville 77’ Agali 83’ Majak |

### Coppa di Germania
| Arbitro: | Wagner |

|  |           |           |
|  | Marcatori | 45’ Majak |

| Arbitro: | Merk |

|                                  |           |                       |
| Trares 52’ Maksimov 57’ Frey 72’ | Marcatori | 81’ Bičanić 90’ Majak |

### Coppa Intertoto
| Arbitro: | Treossi |

|              |           |           |
| Vadicska 50’ | Marcatori | 85’ Agali |

| Arbitro: | McCurry |

|                  |           |                                 |
| Pamić 83’ (rig.) | Marcatori | 50’ (aut.) Dowe 90’ (rig.) Ilea |

## Statistiche

### Statistiche di squadra
| Competizione      | Punti | In casa | In casa | In casa | In casa | In casa | In casa | In trasferta | In trasferta | In trasferta | In trasferta | In trasferta | In trasferta | Totale | Totale | Totale | Totale | Totale | Totale | DR  |
| Competizione      | Punti | G       | V       | N       | P       | Gf      | Gs      | G            | V            | N            | P            | Gf           | Gs           | G      | V      | N      | P      | Gf     | Gs     | DR  |
| ----------------- | ----- | ------- | ------- | ------- | ------- | ------- | ------- | ------------ | ------------ | ------------ | ------------ | ------------ | ------------ | ------ | ------ | ------ | ------ | ------ | ------ | --- |
| Bundesliga        | 38    | 17      | 7       | 6       | 4       | 30      | 22      | 17           | 2            | 5            | 10           | 19           | 36           | 34     | 9      | 11     | 14     | 49     | 58     | -9  |
| Coppa di Germania | -     | 0       | 0       | 0       | 0       | 0       | 0       | 2            | 1            | 0            | 1            | 3            | 3            | 2      | 1      | 0      | 1      | 3      | 3      | 0   |
| Coppa Intertoto   | -     | 1       | 0       | 0       | 1       | 1       | 2       | 1            | 0            | 1            | 0            | 1            | 1            | 2      | 0      | 1      | 1      | 2      | 3      | -1  |
| Totale            | 38    | 18      | 7       | 6       | 5       | 31      | 24      | 20           | 3            | 6            | 11           | 23           | 40           | 38     | 10     | 12     | 16     | 54     | 64     | -10 |

### Andamento in campionato
| Giornata  | 1  | 2  | 3  | 4  | 5  | 6  | 7  | 8  | 9  | 10 | 11 | 12 | 13 | 14 | 15 | 16 | 17 | 18 | 19 | 20 | 21 | 22 | 23 | 24 | 25 | 26 | 27 | 28 | 29 | 30 | 31 | 32 | 33 | 34 |
| --------- | -- | -- | -- | -- | -- | -- | -- | -- | -- | -- | -- | -- | -- | -- | -- | -- | -- | -- | -- | -- | -- | -- | -- | -- | -- | -- | -- | -- | -- | -- | -- | -- | -- | -- |
| Luogo     | T  | C  | T  | C  | C  | T  | C  | T  | C  | T  | C  | T  | C  | T  | C  | T  | C  | C  | T  | C  | T  | T  | C  | T  | C  | T  | C  | T  | C  | T  | C  | T  | C  | T  |
| Risultato | P  | N  | P  | V  | P  | P  | V  | P  | N  | P  | N  | P  | N  | N  | P  | N  | V  | N  | N  | P  | P  | P  | P  | V  | V  | P  | V  | N  | V  | N  | V  | P  | N  | V  |
| Posizione | 17 | 15 | 17 | 13 | 16 | 17 | 14 | 14 | 15 | 16 | 16 | 17 | 17 | 17 | 17 | 17 | 16 | 16 | 15 | 16 | 17 | 17 | 17 | 17 | 17 | 17 | 16 | 16 | 15 | 15 | 12 | 15 | 15 | 14 |

Legenda:

Luogo: C = Casa; T = Trasferta. Risultato: V = Vittoria; N = Pareggio; P = Sconfitta.

### Statistiche dei giocatori
| Giocatore       | Bundesliga | Bundesliga | Bundesliga  | Bundesliga | Coppa di Germania | Coppa di Germania | Coppa di Germania | Coppa di Germania | Coppa Intertoto | Coppa Intertoto | Coppa Intertoto | Coppa Intertoto | Totale   | Totale | Totale      | Totale     |
| Giocatore       | Presenze   | Reti       | Ammonizioni | Espulsioni | Presenze          | Reti              | Ammonizioni       | Espulsioni        | Presenze        | Reti            | Ammonizioni     | Espulsioni      | Presenze | Reti   | Ammonizioni | Espulsioni |
| --------------- | ---------- | ---------- | ----------- | ---------- | ----------------- | ----------------- | ----------------- | ----------------- | --------------- | --------------- | --------------- | --------------- | -------- | ------ | ----------- | ---------- |
| V. Agali        | 22         | 6          | 4           | 1          | 0                 | 0                 | 0                 | 0                 | 2               | 1               | 0               | 0               | 24       | 7      | 4           | 1          |
| M. Bičanić      | 4          | 0          | 2           | 0          | 2                 | 1                 | 0                 | 0                 | 0               | 0               | 0               | 0               | 6        | 1      | 2           | 0          |
| M. Breitkreutz  | 25         | 3          | 5           | 0          | 1                 | 0                 | 0                 | 0                 | 0               | 0               | 0               | 0               | 26       | 3      | 5           | 0          |
| P. Bräutigam    | 0          | 0          | 0           | 0          | 0                 | 0                 | 0                 | 0                 | 0               | 0               | 0               | 0               | 0        | 0      | 0           | 0          |
| J. Dowe         | 23         | 1          | 3           | 0          | 1                 | 0                 | 0                 | 0                 | 2               | 0               | 0               | 0               | 26       | 1      | 3           | 0          |
| U. Ehlers       | 24         | 2          | 4           | 1          | 0                 | 0                 | 0                 | 0                 | 0               | 0               | 0               | 0               | 24       | 2      | 4           | 1          |
| M. Emara        | 14         | 0          | 2           | 0          | 0                 | 0                 | 0                 | 0                 | 0               | 0               | 0               | 0               | 14       | 0      | 2           | 0          |
| R. Ewen         | 2          | 0          | 0           | 0          | 0                 | 0                 | 0                 | 0                 | 0               | 0               | 0               | 0               | 2        | 0      | 0           | 0          |
| H. Fuchs        | 21         | 1          | 0           | 0          | 1                 | 0                 | 0                 | 0                 | 2               | 0               | 0               | 0               | 24       | 1      | 0           | 0          |
| T. Gansauge     | 17         | 0          | 5           | 0          | 1                 | 0                 | 0                 | 0                 | 2               | 0               | 0               | 0               | 20       | 0      | 5           | 0          |
| S. Hahn         | 0          | 0          | 0           | 0          | 0                 | 0                 | 0                 | 0                 | 0               | 0               | 0               | 0               | 0        | 0      | 0           | 0          |
| O. Holetschek   | 20         | 0          | 4           | 0          | 2                 | 0                 | 0                 | 0                 | 2               | 0               | 0               | 0               | 24       | 0      | 4           | 0          |
| A. Jović        | 0          | 0          | 0           | 0          | 1                 | 0                 | 0                 | 0                 | 0               | 0               | 0               | 0               | 1        | 0      | 0           | 0          |
| L. Kampf        | 0          | 0          | 0           | 0          | 0                 | 0                 | 0                 | 0                 | 0               | 0               | 0               | 0               | 0        | 0      | 0           | 0          |
| D. Klewer       | 0          | 0          | 0           | 0          | 0                 | 0                 | 0                 | 0                 | 0               | 0               | 0               | 0               | 0        | 0      | 0           | 0          |
| B. Laars        | 1          | 0          | 0           | 0          | 0                 | 0                 | 0                 | 0                 | 0               | 0               | 0               | 0               | 1        | 0      | 0           | 0          |
| T. Lange        | 30         | 2          | 4           | 2          | 2                 | 0                 | 0                 | 0                 | 2               | 0               | 0               | 0               | 34       | 2      | 4           | 2          |
| S. Majak        | 33         | 5          | 8           | 0          | 2                 | 2                 | 0                 | 0                 | 2               | 0               | 1               | 0               | 37       | 7      | 9           | 0          |
| Z. Milinković   | 6          | 0          | 1           | 0          | 1                 | 0                 | 0                 | 0                 | 1               | 0               | 0               | 0               | 8        | 0      | 1           | 0          |
| H. März         | 0          | 0          | 0           | 0          | 0                 | 0                 | 0                 | 0                 | 0               | 0               | 0               | 0               | 0        | 0      | 0           | 0          |
| O. Neuville     | 33         | 14         | 5           | 0          | 2                 | 0                 | 0                 | 0                 | 2               | 0               | 0               | 0               | 37       | 14     | 5           | 0          |
| N. Noveski      | 1          | 0          | 0           | 0          | 0                 | 0                 | 0                 | 0                 | 0               | 0               | 0               | 0               | 1        | 0      | 0           | 0          |
| I. Pamić        | 10         | 6          | 3           | 2          | 1                 | 0                 | 0                 | 0                 | 2               | 1               | 0               | 0               | 13       | 7      | 3           | 2          |
| M. Pieckenhagen | 34         | 0          | 3           | 0          | 2                 | 0                 | 0                 | 0                 | 2               | 0               | 0               | 0               | 38       | 0      | 3           | 0          |
| T. Preuß        | 0          | 0          | 0           | 0          | 0                 | 0                 | 0                 | 0                 | 0               | 0               | 0               | 0               | 0        | 0      | 0           | 0          |
| Y. Radwan       | 33         | 1          | 8           | 0          | 1                 | 0                 | 0                 | 0                 | 2               | 0               | 1               | 0               | 36       | 1      | 9           | 0          |
| A. Ramdane      | 19         | 2          | 7           | 1          | 2                 | 0                 | 1                 | 0                 | 0               | 0               | 0               | 0               | 21       | 2      | 8           | 1          |
| M. Rehmer       | 30         | 2          | 2           | 1          | 2                 | 0                 | 2                 | 0                 | 1               | 0               | 1               | 0               | 33       | 2      | 5           | 1          |
| H. Weilandt     | 28         | 0          | 4           | 0          | 2                 | 0                 | 0                 | 0                 | 2               | 0               | 1               | 0               | 32       | 0      | 5           | 0          |
| P. Wibrån       | 20         | 2          | 2           | 0          | 0                 | 0                 | 0                 | 0                 | 0               | 0               | 0               | 0               | 20       | 2      | 2           | 0          |
| M. Zallmann     | 18         | 1          | 4           | 0          | 2                 | 0                 | 0                 | 0                 | 1               | 0               | 0               | 0               | 21       | 1      | 4           | 0          |